# 礫岩
礫岩（れきがん、英語: conglomerate、コングロメレート）とは、砕屑岩の1種である。基本的に、礫が続成作用により固結してできた岩石である。多くの場合は堆積岩として形成されるものの、火道角礫岩のような例外も存在する。

## 礫岩の分類
礫岩と砂岩と泥岩とは、岩石の内部に含まれる粒の大きさで区別され、礫岩は主要な構成している粒の直径が2 mm以上である物を指す。礫岩は、含まれる主要な礫の大きさによって、以下のように細分化される。
- 巨礫岩（boulder conglomerate） - 径256 mm以上
- 大礫岩（cobble conglomerate） - 径64 mm以上256 mm未満
- 中礫岩（pebble conglomerate） - 径4 mm以上64 mm未満
- 細礫岩（granule conglomerate） - 径2 mm以上4 mm未満

## 角礫岩
礫が角張っている場合（角礫）は、角礫岩（かくれきがん、英語: breccia）と呼び、堆積環境が差別化される。特に石灰岩の角礫を多く含んでいる物を、石灰角礫岩と細分して呼ぶ場合も有る。

### 火山砕屑岩類
火山角礫岩（volcanic breccia）
火山岩塊を多く含む火山砕屑岩。
凝灰角礫岩（tuff breccia）
火山角礫岩に比べ、火山礫や火山灰を多く含む火山砕屑岩。
火道角礫岩（vent breccia）
火山の噴火終息直後に、火道内で溶岩の破片や火道周辺の岩石の破片が火山灰と一緒に固まって生成された。火道の周囲の岩を捕獲したという意味で、捕獲岩の範疇に分類される。角礫の長軸が、火道に平行に配列している場合が多い。その成因から、これは堆積岩ではなく、火成岩に分類される。例えば、岐阜県下呂市で見られる「田島火道角礫岩」などが、その事例である。